# Fogmedernyúlvány

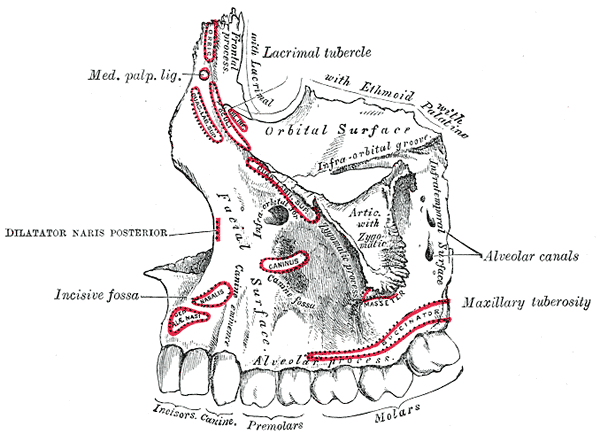
A fogmedernyúlvány a fogak felett látható

A fogmedernyúlvány (processus alveolaris) az állcsontok azon része, amelyben fogmedrek (alveolus dentalis) helyezkednek el. Ez egy, a csontok többi részéhez képest megvastagodott rész, és itt tapad a trombitásizom (musculus buccinator).
A felső állcsonton (processus alveolaris maxillae) enyhén kifele irányul, míg az állkapcson (processus alveolaris mandibulae) enyhén befele.